# Turistická značená trasa 4202
 Turistická značená trasa 4202 je 3,5 km dlouhá zeleně značená trasa Klubu českých turistů v okrese Trutnov spojující Dívčí lávky a Špindlerovu boudu. Její převažující směr je severovýchodní. Převážná část trasy se nachází na území Krkonošského národního parku.

## Průběh trasy
Turistická trasa má svůj počátek nedaleko autobusové zastávky na Dívčích lávkách na rozcestí, kde přímo navazuje na stejně značenou trasu 4201 přicházející od pramene Labe. Zároveň tudy prochází modře značená Weberova cesta ze Špindlerova Mlýna do Obřího sedla a je tu výchozí žlutě značená trasa 7362 na Petrovu boudu. S posledními dvěma trasami vede zpočátku trasa 4202 po asfaltové komunikaci proti proudu Bílého Labe v souběhu, s trasou 7362 k oboře Dívčí lávky a s Weberovou cestou k Červenému potoku. Zde trasa 4202 opouští silnici a stoupá po lesních pěšinách k severovýchodu. Zleva míjí okraj Jeleních Bud a poté třikrát kříží silnici Špindlerův Mlýn – Špindlerova bouda. Pod Lužickou boudou přechází Hřímavou bystřinu, u boudy samotné pak vstupuje do souběhu se žlutě značenou trasou 7204 od Boudy u Bílého Labe. Společně pak stoupají loukou ke Špindlerově boudě, kde končí na rozcestí s červeně značenou Cestou česko-polského přátelství a rovněž zde končící modře značenou trasou 1882 od Medvědí boudy. Vzhledem k blízkosti státní hranice je zde možné navázat rovněž na polské turistické trasy.

## Historie
Turistická trasa měla dříve svůj počátek v centru Špindlerova Mlýna a k Dívčím Lávkám sledovala levobřežní silnici.